# Daspletis hirtus
Daspletis hirtus là một loài ruồi trong họ Asilidae. Daspletis hirtus được Ricardo miêu tả năm 1925. Loài này phân bố ở vùng nhiệt đới châu Phi.